# 이다 아쓰시
이다 아쓰시(일본어: 伊田篤史, 1994년 3월 15일 미에현 ~ )는 일본의 바둑 기사로 일본기원 중부 총본부 소속이다. 2018년 2월 12일에 여류기사 만나미 나오 4단과 결혼했다.

## 입단 및 수상
- 2009년 바바 시게루 9단의 문하생으로 입단
- 2010년 2단 승단
- 2011년 3단 승단
- 2013년 4단 승단, 제69기 일본 본인방전 리그전 본선 진출, 진출에 의거해 7단 승단
- 2014년 8단 승단, 제70기 일본 본인방전 준우승(1-4, 상대 이야마 유타), 제62기 일본 NHK배 우승(상대 이치리키 료), ※사상 최연소 우승(20세 11개월), 제53기 일본 십단전 우승(3-2, 상대 다카오 신지), 종전 류시훈 9단이 갖고 있었던 입문에서 타이틀 획득까지 연수 최단기록 갱신(6년 0개월), 종전 기록: 6년 8개월)
- 2016년 제54기 일본 십단전 준우승(1-3, 상대 이야마 유타), 제57기 일본 왕관전 우승(상대 하네 나오키)
- 2017년 제58기 일본 왕관전 우승, 2연패(상대 무쓰우라 유타)
- 2018년 제59기 일본 왕관전 우승, 3연패(상대 나카노 히로야리)
- 2019년 제60기 일본 왕관전 우승, 4연패(상대 오가카 마사키)
- 2020년 제61기 일본 왕관전 우승, 5연패(상대 오타케 유)
- 2021년 제62기 일본 왕관전 우승, 6연패(상대 오타케 유)
- 2022년 제63기 일본 왕관전 우승, 7연패(상대 무쓰우라 유타) ♦ 2022년 7월 26일、8단 승단 이후 통산 200승 달성. 9단 승단, 제48기 천원전 준우승(2-3, 상대 세키 고타로)
- 2023년 제64기 일본 왕관전 우승, 8연패(상대 무쓰우라 유타)
- 2024년 제65기 일본 왕관전 우승, 9연패(상대 무쓰우라 유타)